# U-17-Fußball-Europameisterschaft 2016
Die Endrunde der 34. U-17-Fußball-Europameisterschaft fand im Mai 2016 in Aserbaidschan statt. Es war die erste Endrunde eines UEFA-Wettbewerbs in Aserbaidschan, nachdem dort bereits die U-17-Fußball-Weltmeisterschaft der Frauen 2012 stattgefunden hatte. Alle UEFA-Mitgliedsverbände hatten sich um die Teilnahme beworben. Aserbaidschan wurde neben den beiden Ausrichtern für 2014 und 2015 auf der Sitzung des UEFA-Exekutivkomitee am 20. März 2012 in Istanbul ausgewählt.

## Qualifikation
Die erste Qualifikationsrunde, an der außer Gastgeber Aserbaidschan und Deutschland alle Bewerber teilnahmen, wurde am 28. August 2015 ausgelost. Deutschland erhielt vorab ein Freilos für die Eliterunde. Die übrigen 52 Mannschaften spielten in 13 Gruppen mit je vier Mannschaften. Die Gruppenersten und -zweiten sowie die fünf besten Gruppendritten qualifizierten sich für die Eliterunde. Die Qualifikation startete am 22. September 2015.
Österreich traf in Gruppe 5 in Luxemburg vom 24. bis 29. Oktober 2015 auf Litauen, Luxemburg und Serbien und qualifizierte sich als Gruppensieger für die Eliterunde. Die Schweiz traf in Gruppe 1 vom 22. bis 27. Oktober 2015 in Wales auf Albanien, die Niederlande und den Gastgeber und stieg als Gruppenzweiter hinter Niederlande ebenfalls in die Eliterunde auf.
Die Eliterunde, bei der die 15 weiteren Endrundenteilnehmer ermittelt wurden, fand im Frühjahr 2016 statt. Die Auslosung dazu erfolgte am 3. Dezember 2015.

### Qualifiziert für die Eliterunde
Die Auslosung für die Eliterunde fand am 3. Dezember statt. Am 19. November erfolgte die Einteilung in die Lostöpfe. Bei der Auslosung konnte kein Gruppensieger aus der Qualifikationsrunde auf den Zweitplatzierten seiner damaligen Gruppe treffen. Zudem konnten aufgrund von Entscheidungen des UEFA-Exekutivkomitees und des UEFA-Dringlichkeitsausschusses Russland und die Ukraine nicht aufeinandertreffen.
| - Deutschland – Freilos – Topf A - Niederlande – Sieger Gruppe 1 – Topf B - Schweiz – Zweiter Gruppe 1 – Topf C - Wales – Dritter Gruppe 1 – Topf D - Russland – Sieger Gruppe 2 – Topf A - Montenegro – Zweiter Gruppe 2 – Topf D - Irland – Sieger Gruppe 3 – Topf A - Schweden – Zweiter Gruppe 3 -Topf C - Finnland – Dritter Gruppe 3 – Topf D - Slowakei – Sieger Gruppe 4 – Topf C - Georgien – Zweiter Gruppe 4 – Topf D - Österreich – Sieger Gruppe 5 – Topf B - Serbien – Zweiter Gruppe 5 – Topf C - Spanien – Sieger Gruppe 6 – Topf A - Polen – Zweiter Gruppe 6 – Topf B - Tschechien – Sieger Gruppe 7 – Topf A | - Kroatien – Zweiter Gruppe 7 – Topf B - Dänemark – Sieger Gruppe 8 – Topf B - Griechenland – Zweiter Gruppe 8 – Topf C - Island – Dritter Gruppe 8 – Topf A - England – Sieger Gruppe 9 – Topf A - Portugal – Zweiter Gruppe 9 – Topf A - Belgien – Sieger Gruppe 10 – Topf B - Türkei – Zweiter Gruppe 10 – Topf C - Slowenien – Dritter Gruppe 10 – Topf D - Frankreich – Sieger Gruppe 11 – Topf A - Israel – Zweiter Gruppe 11 – Topf C - Italien – Sieger Gruppe 12 – Topf C - Bulgarien – Zweiter Gruppe 12 – Topf D - Schottland – Dritter Gruppe 12 – Topf D - Ukraine – Sieger Gruppe 13 – Topf B - Bosnien und Herzegowina – Zweiter Gruppe 13 – Topf B |

Deutschland war Gastgeber von Gruppe 4 und spielte vom 24. bis 29. März 2016 gegen die Niederlande, die Slowakei und Bulgarien. Die Schweiz spielte in Gruppe 1 vom 28. März bis 2. April 2016 in der Tschechischen Republik zudem gegen Dänemark und Schottland. Österreich spielte in Gruppe 6 von 29. März bis 3. April bei Titelverteidiger Frankreich noch gegen Griechenland und Island.

## Modus der Endrunde
Die 16 qualifizierten Mannschaften wurden in einer offenen Auslosung auf vier Gruppen zu je vier Mannschaften aufgeteilt. Innerhalb der Gruppen spielte jede Mannschaft einmal gegen jede andere. Die Gruppensieger und Gruppenzweiten erreichten das Viertelfinale. Deren Sieger erreichten das Halbfinale und die Halbfinalsieger das Finale; Platz drei wurde nicht ausgespielt. Die reguläre Spielzeit betrug zweimal 40 Minuten. Ab dem Viertelfinale folgte nach unentschiedenem Spielstand nach der regulären Spielzeit keine Verlängerung, sondern direkt im Anschluss ein Elfmeterschießen.

### Qualifiziert für die Endrunde
- Aserbaidschan – Gastgeber
- Dänemark – Sieger Gruppe 1
- Schottland – Zweiter Gruppe 2
- Ukraine – Sieger Gruppe 2
- England – Zweiter Gruppe 2
- Italien – Sieger Gruppe 3
- Bosnien und Herzegowina – Zweiter Gruppe 3
- Deutschland – Sieger Gruppe 4
- Niederlande – Zweiter Gruppe 4
- Portugal – Sieger Gruppe 5
- Schweden – Zweiter Gruppe 5
- Frankreich – Sieger Gruppe 6
- Österreich – Zweiter Gruppe 6
- Serbien – Sieger Gruppe 7
- Belgien – Sieger Gruppe 8 (Gruppensieger durch Elfmeterschießen gegen Spanien bei Punkt- und Torgleichheit)
- Spanien – Zweiter Gruppe 8

## Spielstätten
- Olympiastadion, Baku
- Azərsun-Arena (Qarabağ Stadium), Baku
- Bakcell Arena (8-km-Stadion), Baku
- Dalğa-Arena, Baku

## Mannschaftskader

### Deutschland
Quelle: DFB
- Torhüter: Jan-Christoph Bartels (13. Januar 1999, 1. FSV Mainz 05), Lennart Grill (25. Januar 1999, 1. FSV Mainz 05);
- Verteidiger: Alfons Amade (12. November 1999, 1899 Hoffenheim), Tom Baack (13. März 1999, VfL Bochum), Florian Baak (18. März 1999, Hertha BSC), Niklas Beste (4. Januar 1999, Borussia Dortmund), Mika Hanraths (4. Juni 1999, Fortuna Düsseldorf), Davide Itter (5. Januar 1999, VfL Wolfsburg), Luca Itter (5. Januar 1999, VfL Wolfsburg), Sven Sonnenberg (19. Januar 1999, 1. FC Köln);
- Mittelfeldspieler: Atakan Akkaynak (5. Januar 1999, Bayer 04 Leverkusen), Jano Baxmann (18. Januar 1999, Werder Bremen), Kai Havertz (11. Juni 1999, Bayer 04 Leverkusen), Jannis Kübler (25. Mai 1999, Karlsruher SC), Arne Maier (8. Januar 1999, Hertha BSC), Sam Schreck (29. Januar 1999, FC St. Pauli),
- Stürmer: Renat Dadashov (17. Mai 1999, RB Leipzig), Yari Otto (27. Mai 1999, VfL Wolfsburg);
- Trainer: Meikel Schönweitz (5. Februar 1980).

### Österreich
Quelle: ÖFB
- Torhüter: Semir Karalic (3. Mai 1999, FC Admira Wacker Mödling), Benjamin Ožegović (9. August 1999, FK Austria Wien);
- Verteidiger: Alexandar Borkovic (11. Juni 1999, FK Austria Wien), Alexander Burgstaller (12. Juli 1999, FC Red Bull Salzburg), Lukas Malicsek (6. Juni 1999, FC Admira Wacker Mödling), Luca Meisl (4. März 1999, FC Red Bull Salzburg), Christian Müller (10. Feber 1999, AKA St. Pölten NÖ), Leonardo Zottele (16. April 1999, 1. FC Nürnberg);
- Mittelfeldspieler: Christoph Baumgartner (1. August 1999, AKA St. Pölten NÖ), Dario Maresic (29. September 1999, SK Sturm Graz), Valentino Müller (19. Jänner 1999, SCR Altach), Jörg Wagnes (29. Jänner 1999, AKA STMK-Sturm Graz);
- Stürmer: Kelvin Arase (15. Jänner 1999, SK Rapid Wien), Dominik Fitz (16. Juni 1999, FK Austria Wien), Maurice Mathis (9. Mai 1999, TSV 1860 München), Nicolas Meister (28. September 1999, FC Red Bull Salzburg), Romano Schmid (27. Jänner 2000, SK Sturm Graz), Philipp Sittsam (16. Feber 1999, AKA STMK-Sturm Graz);
- Trainer: Andreas Heraf (10. September 1967).

## Vorrunde
Die Vorrunde wurde in vier Gruppen mit jeweils vier Teams ausgetragen. Die Auslosung fand am 8. April 2016 statt. Die vier Gruppensieger und Zweitplatzierten qualifizierten sich für das Viertelfinale. Bei Punktgleichheit entschied zuerst der direkte Vergleich und danach die Tordifferenz über die Rangfolge.
Alle Zeitangaben entsprechen der Ortszeit (MEZ +2 Stunden).

### Gruppe A
| Pl. | Land          | Sp. | S | U | N | Tore    | Diff. | Punkte |
| --- | ------------- | --- | - | - | - | ------- | ----- | ------ |
| 1.  | Portugal      | 3   | 2 | 1 | 0 | 007:000 | +7    | 07     |
| 2.  | Belgien       | 3   | 1 | 2 | 0 | 003:100 | +2    | 05     |
| 3.  | Aserbaidschan | 3   | 1 | 1 | 1 | 002:600 | −4    | 04     |
| 4.  | Schottland    | 3   | 0 | 0 | 3 | 000:500 | −5    | 0      |

| |   |               |           |
| Do., 5. Mai 2016 um 19:00 Uhr in Baku (8-km-Stadion)                                                          |   |               |           |
| Belgien | – | Schottland    | 2:0 (0:0) |
| Tore: 1:0 Corryn (45.), 2:0 Openda (60.)                                                                      |   |               |           |
| Do., 5. Mai 2016 um 20:00 Uhr in Baku (Olympiastadion)                                                        |   |               |           |
| Aserbaidschan                                                                                                 | – | Portugal      | 0:5 (0:3) |
| Tore: 0:1 Gomes (4.), 0:2 Gomes (16.), 0:3 Asadov (24., Eigentor), 0:4 Miguel Luís (44.), 0:5 Fernandes (76.) |   |               |           |
| So., 8. Mai 2016 um 15:30 Uhr in Baku (Dalga Arena)                                                           |   |               |           |
| Portugal | – | Schottland    | 2:0 (1:0) |
| Tore: 1:0 Quina (37.), 2:0 Gomes (55.)                                                                        |   |               |           |
| So., 8. Mai 2016 um 19:00 Uhr in Baku (8-km-Stadion)                                                          |   |               |           |
| Aserbaidschan                                                                                                 | – | Belgien       | 1:1 (0:0) |
| Tore: 0:1 Bongiovanni (72.), 1:1 Mahmudov (77.)                                                               |   |               |           |
| Mi., 11. Mai 2016 um 16:00 Uhr in Baku (8-km-Stadion)                                                         |   |               |           |
| Schottland | – | Aserbaidschan | 0:1 (0:0) |
| Tore: 0:1 Nabiyev (79.)                                                                                       |   |               |           |
| Mi., 11. Mai 2016 um 16:00 Uhr in Baku (Dalga Arena)                                                          |   |               |           |
| Portugal | – | Belgien       | 0:0       |

### Gruppe B
| Pl. | Land                | Sp. | S | U | N | Tore    | Diff. | Punkte |
| --- | ------------------- | --- | - | - | - | ------- | ----- | ------ |
| 1.  | Deutschland         | 3   | 2 | 1 | 0 | 009:300 | +6    | 07     |
| 2.  | Österreich          | 3   | 2 | 0 | 1 | 004:400 | ±0    | 06     |
| 3.  | Bosnien-Herzegowina | 3   | 1 | 0 | 2 | 003:600 | −3    | 03     |
| 4.  | Ukraine             | 3   | 0 | 1 | 2 | 003:600 | −3    | 01     |

|                                                                                              |   |                     |           |
| Do. 5. Mai 2016 um 14:00 Uhr in Baku (8-km-Stadion)                                          |   |                     |           |
| Österreich                                                                                   | – | Bosnien-Herzegowina | 2:0 (2:0) |
| Tore: 1:0 Baumgartner (18.), 2:0 Baumgartner (35.)                                           |   |                     |           |
| Do. 5. Mai 2016 um 17:00 Uhr in Baku (Olympiastadion)                                        |   |                     |           |
| Ukraine                                                                                      | – | Deutschland         | 2:2 (1:1) |
| Tore: 1:0 Janakow (33.), 1:1 Otto (37.), 2:1 Buletsa (67.), 2:2 Schreck (74.)                |   |                     |           |
| So. 8. Mai 2016 um 14:00 Uhr in Baku (Dalga Arena)                                           |   |                     |           |
| Ukraine                                                                                      | – | Österreich          | 0:2 (0:2) |
| Tore: 0:1 R. Schmid (7.), 0:2 V. Müller (21.)                                                |   |                     |           |
| So. 8. Mai 2016 um 19:00 Uhr in Baku (8-km-Stadion)                                          |   |                     |           |
| Deutschland                                                                                  | – | Bosnien-Herzegowina | 3:1 (1:1) |
| Tore: 0:1 Baack (2., Eigentor), 1:1 Akkaynak (17.), 2:1 Otto (66.), 3:1 Otto (72.)           |   |                     |           |
| Mi., 11. Mai 2016 um 19:15 Uhr in Baku (8-km-Stadion)                                        |   |                     |           |
| Bosnien-Herzegowina                                                                          | – | Ukraine             | 2:1 (2:0) |
| Tore: 1:0 B. Hadžić (38.), 2:0 B. Hadžić (40.+1'), 2:1 Kulakow (69.)                         |   |                     |           |
| Mi., 11. Mai 2016 um 19:15 Uhr in Baku (Dalga Arena)                                         |   |                     |           |
| Deutschland                                                                                  | – | Österreich          | 4:0 (3:0) |
| Tore: 1:0 Meisl (3., Eigentor), 2:0 Akkaynak (25.), 3:0 Havertz (32.), 4:0 Dadashov (80.+1') |   |                     |           |

### Gruppe C
| Pl. | Land       | Sp. | S | U | N | Tore    | Diff. | Punkte |
| --- | ---------- | --- | - | - | - | ------- | ----- | ------ |
| 1.  | Schweden   | 3   | 2 | 0 | 1 | 003:200 | +1    | 06     |
| 2.  | England    | 3   | 2 | 0 | 1 | 006:300 | +3    | 06     |
| 3.  | Dänemark   | 3   | 1 | 1 | 1 | 002:300 | −1    | 04     |
| 4.  | Frankreich | 3   | 0 | 1 | 2 | 000:300 | −3    | 01     |

|                                                           |   |            |           |
| Fr., 6. Mai 2016 um 19:00 Uhr in Baku (Qarabagh Stadion)  |   |            |           |
| England                                                   | – | Schweden   | 1:2 (0:1) |
| Fr., 6. Mai 2016 um 19:00 Uhr in Baku (Dalga Arena)       |   |            |           |
| Frankreich                                                | – | Dänemark   | 0:0       |
| Mo., 9. Mai 2016 um 14:00 Uhr in Baku (Olympiastadion)    |   |            |           |
| Dänemark                                                  | – | Schweden   | 1:0 (0:0) |
| Mo., 9. Mai 2016 um 20:00 Uhr in Baku (Qarabagh Stadion)  |   |            |           |
| Frankreich                                                | – | England    | 0:2 (0:1) |
| Do., 12. Mai 2016 um 19:00 Uhr in Baku (Qarabagh Stadion) |   |            |           |
| Schweden                                                  | – | Frankreich | 1:0 (0:0) |
| Do., 12. Mai 2016 um 19:00 Uhr in Baku (Olympiastadion)   |   |            |           |
| Dänemark                                                  | – | England    | 1:3 (0:1) |

### Gruppe D
| Pl. | Land        | Sp. | S | U | N | Tore    | Diff. | Punkte |
| --- | ----------- | --- | - | - | - | ------- | ----- | ------ |
| 1.  | Spanien     | 3   | 2 | 1 | 0 | 007:300 | +4    | 07     |
| 2.  | Niederlande | 3   | 2 | 0 | 1 | 003:200 | +1    | 06     |
| 3.  | Italien     | 3   | 1 | 0 | 2 | 004:600 | −2    | 03     |
| 4.  | Serbien     | 3   | 0 | 1 | 2 | 002:500 | −3    | 01     |

| |   |             |           |
| Fr., 6. Mai 2016 um 14:00 Uhr in Baku (Qarabagh Stadion)                                                                       |   |             |           |
| Italien | – | Serbien     | 2:1 (2:0) |
| Tore: 1:0 Scamacca (9.), 2:0 Kean (32.), 2:1 Maksimović (77.)                                                                  |   |             |           |
| Fr., 6. Mai 2016 um 15:30 Uhr in Baku (Dalga Arena)                                                                            |   |             |           |
| Niederlande | – | Spanien     | 0:2 (0:1) |
| Tore: 0:1 Mboula (16.), 0:2 Ruiz (52.)                                                                                         |   |             |           |
| Mo., 9. Mai 2016 um 17:00 Uhr in Baku (Olympiastadion)                                                                         |   |             |           |
| Serbien | – | Spanien     | 1:1 (0:1) |
| Tore: 0:1 Ruiz (4.), 1:1 Joveljić (59., Elfmeter)                                                                              |   |             |           |
| Mo., 9. Mai 2016 um 16:00 Uhr in Baku (Qarabagh Stadion)                                                                       |   |             |           |
| Italien | – | Niederlande | 0:1 (0:0) |
| Tore: 0:1 Nunnely (78.) |   |             |           |
| Do., 12. Mai 2016 um 14:00 Uhr in Baku (Qarabagh Stadion)                                                                      |   |             |           |
| Spanien | – | Italien     | 4:2 (0:0) |
| Tore: 1:0 Díaz (44.), 2:0 García (59.), 2:1 Olivieri (65., Elfmeter), 2:2 Pinamonti (72.), 3:2 Ruiz (76.), 4:2 Lozano (80.+1') |   |             |           |
| Do., 12. Mai 2016 um 14:00 Uhr in Baku (Olympiastadion)                                                                        |   |             |           |
| Serbien | – | Niederlande | 0:2 (0:0) |
| Tore: 0:1 M. Ilić (72., Eigentor), 0:2 Vente (80.+1')                                                                          |   |             |           |

## Finalrunde
Alle Zeitangaben entsprechen der Ortszeit (MEZ +2 Stunden).

### Viertelfinale
| |   |             |           |
| Sa., 14. Mai 2016 um 15:00 Uhr in Baku (Dalga Arena)                                                   |   |             |           |
| Portugal                                                                                               | – | Österreich  | 5:0 (2:0) |
| Tore: 1:0 Gomes, (7., Elfmeter) 2:0 Gomes (18.), 3:0 Gomes (47.), 4:0 Dju (51.), 5:0 Miguel Luís (77.) |   |             |           |
| Sa., 14. Mai 2016 um 20:00 Uhr in Baku (Dalga Arena)                                                   |   |             |           |
| Deutschland                                                                                            | – | Belgien     | 1:0 (0:0) |
| Tore: 1:0 Dadashov (46.)                                                                               |   |             |           |
| So., 15. Mai 2016 um 20:00 Uhr in Baku (8-km-Stadion)                                                  |   |             |           |
| Schweden                                                                                               | – | Niederlande | 0:1 (0:0) |
| Tore: 0:1 Chong (62.)                                                                                  |   |             |           |
| So., 15. Mai 2016 um 16:00 Uhr in Baku (8-km-Stadion)                                                  |   |             |           |
| Spanien                                                                                                | – | England     | 1:0 (1:0) |
| Tore: 1:0 García (11.)                                                                                 |   |             |           |

### Halbfinale
|                                                          |   |             |           |
| Mi., 18. Mai 2016 um 15:00 Uhr in Baku (Dalga Arena)     |   |             |           |
| Portugal                                                 | – | Niederlande | 2:0 (1:0) |
| Tore: 1:0 (25.) Gomes, 2:0 (56.) Dalot                   |   |             |           |
| Mi., 18. Mai 2016 um 20:00 Uhr in Baku (Dalga Arena)     |   |             |           |
| Deutschland                                              | – | Spanien     | 1:2 (1:0) |
| Tore: 1:0 (11.) Dadashov, 1:1 (64.) Ruiz, 1:2 (78.) Díaz |   |             |           |

### Finale
|                                                         |   |         |                |
| Sa., 21. Mai 2016 um 20:00 Uhr in Baku (Olympiastadion) |   |         |                |
| Portugal                                                | – | Spanien | 1:1; 5:4 i. E. |

## Beste Torschützen
| Rang | Spieler               | Tore |
| ---- | --------------------- | ---- |
| 1    | José Gomes            | 7    |
| 2    | Abel Ruiz             | 4    |
| 3    | Renat Dadashov        | 3    |
|      | Brahim Díaz           | 3    |
|      | Yari Otto             | 3    |
|      | Reiss Nelson          | 3    |
| 7    | Joel Asoro            | 2    |
|      | Christoph Baumgartner | 2    |
|      | Diogo Dalot           | 2    |
|      | Fran García           | 2    |
|      | Miguel Luís           | 2    |
|      | Atakan Akkaynak       | 2    |
|      | Benjamin Hadžić       | 2    |

Hinzu kommen 32 Spieler mit je einem Treffer und vier Eigentore.

## Mannschaft des Turniers
| Torhüter                 | Abwehr                                                                                 | Mittelfeld                                                                       | Stürmer                                   | Bester Spieler |
| ------------------------ | -------------------------------------------------------------------------------------- | -------------------------------------------------------------------------------- | ----------------------------------------- | -------------- |
| Ignacio Peña Diogo Costa | Dujon Sterling Diogo Dalot Matthijs de Ligt Dan-Axel Zagadou Rúben Vinagre Diogo Leite | Gedson Fernandes Kai Havertz Manu Morlanes Brahim Díaz Domingos Quina Florentino | Jota José Gomes Tahith Chong Reiss Nelson | José Gomes     |

Quelle: UEFA

## Schiedsrichter
| Schiedsrichter       | Assistenten         | Vierte Offizielle |
| -------------------- | ------------------- | ----------------- |
| Fran Jović           | Georgi Todorow      | Əliyar Ağayev     |
| Petr Ardeleanu       | Marios Dimitriadis  | Orkhan Mammadov   |
| Ville Nevalainen     | Neeme Neemlaid      | Sergejus Slyva    |
| Gunnar Jarl Jónsson  | Andrew Christiansen | Alain Durieux     |
| Svein-Erik Edvartsen | Levan Varamishvili  |                   |
| Bartosz Frankowski   | Lazaros Dimitriadis |                   |
| Peter Kralović       | Balázs Buzás        |                   |
| Mitja Žganec         | Emmett Dynan        |                   |
|                      | Vasili Ermischin    |                   |
|                      | Edward Spiteri      |                   |
|                      | Alain Heiniger      |                   |
|                      | Ceyhun Sesigüzel    |                   |